# Simraungadh
Simraungadh, Simraongarh o Simroungarh (  /ˈsiːmraʊngɜːr/, Devanagari: सिम्रौनगढ) fue una ciudad fortificada  y capital principal del reino Tirhut fundada por Karnat King  Nanyadeva  en el año 1097    En el presente, es un municipio de Nepal, ubicado en el distrito de Bara, en provincia de Madhesh.
La exploración arqueológica muestra que parte de las murallas de la fortificación se extienden hasta Bihar, India, ya que la ciudad estaba situada en la actual frontera.  El municipio se creó en 2014 con la unión de las aldeas de Amritganj, Golaganj, Hariharpur y Uchidih y luego se amplió para incluir a Bhagwanpur, Kachorwa, Dewapur-Teta y Bishnupur.     
La ciudad es mencionada en los relatos de viaje de un monje y peregrino tibetano, Dharmasvamin en 1236   cuando regresaba a Nepal y al Tíbet, también por un misionero italiano, Cassiano Beligatti (1740),  además del coronel James Kirkpatrick en su misión a Nepal 1801  y por el etnólogo británico Brian Houghton Hodgson en 1835. 
La ciudad está situada en la frontera entre India y Nepal. Se encuentra 90 kilómetros (56 millas) al sur de la capital de Nepal, Katmandú, y 28 kilómetros (17 millas) al este de la ciudad metropolitana de Birgunj.  El idioma local de Simraungadh es el Bhojpuri. 

## Etimología
El nombre Simraon proviene del idioma local Simr, que significa árbol de Simal que es común en la zona.   La relación entre Simraongarh y el bosque de Simal es mencionado por el Gopal Raj Vamshavali, las crónicas más antiguas de Nepal. El monje y peregrino tibetano Dharmasavamin afirma que Simrāongarh es Pa-ta.  La palabra Pata es una abreviatura del último afijo de ' Pattana ', que significa capital en idioma sánscrito. 

## Historia
Simraungadh fue la capital del reino hindú independiente de Mithila o Tirhut entre el siglo XI e inicios del siglo XIV.    La ciudad fortificada se construyó a lo largo de la actual frontera entre India y Nepal. El gobierno de la dinastía Karnat marcó una edad de oro en la historia de Tirhut.  El ascenso del imperio condujo a una administración eficiente, reformas sociales, religiosas y el florecimiento de la música y la literatura folclóricas de la región.  

## Dinastía Karnat
La dinastía Simraon o Karnat se originó con el establecimiento de un reino en 1097 EC con sede en la actual Simraungadh. El reino controlaba las zonas que actualmente se conocen como Tirhut o Mithila entre India y Nepal. La región limita con el río Mahananda al este, el río Ganges al sur, el río Gandaki al oeste y la cordillera del Himalaya al norte.   La frontera entre los dos países se trazó con la firma del Tratado de Sugauli en el 1816 EC.
Según el orientalista e indólogo francés Sylvain Lévi, Nanyadeva implantó su supremacía sobre Simraungadh con la ayuda del rey Chalukya Vikramaditya VI.    Después del reinado de Vikramaditya VI en 1076 EC, dirigió exitosamente una campaña militar en lo que actualmente es Bengala y Bihar.  

## Invasión
Harisingh Dev (r. 1295 a 1324 d. C.), el sexto descendiente de Nanyadeva gobernaba el Reino de Tirhut. Al mismo tiempo, llega al poder la dinastía Tughlaq, que gobernó el sultanato de Delhi y todo el norte de la India desde 1320 hasta 1413 d. C. En 1324 d. C., el fundador de la dinastía Tughlaq y sultán de Delhi, Ghiyasuddin Tughlaq, dirigió su atención hacia Bengala.